# Lorisidae
Famille
Synonymes
- Loridae Gray, 1821

Les  lorisidés (Lorisidae) — ou loridés (Loridae) — sont une famille de primates strepsirrhiniens. Ils regroupent les loris, les pottos et les angwantibos. Ces mammifères d'Afrique et d'Asie sont de petite taille.

## Caractéristiques
Le museau est court, les yeux sont gros, les oreilles sont assez longues, les membres sont fins, la queue est courte ou absente. Ils vivent dans les arbres en se déplaçant lentement, sans sauter de branche en branche.
Les loris ont une fourrure dense mais courte, généralement grise ou brune, plus sombre sur le dos. Les yeux sont grands et orientés vers l'avant. Les oreilles sont petites et souvent partiellement cachées par la fourrure. Les pouces sont opposables et l'index est court. Le second orteil des pattes arrière porte une griffe fine pour se toiletter, caractéristique des strepsirrhiniens. Ils peuvent atteindre 17 à 40 cm et 0,3 à 2 kg à l'âge adulte selon les espèces.
Ce sont des animaux diurnes et arboricoles. Contrairement à leurs proches cousins galagos, leurs mouvements sont lents, contrôlés et ils ne sautent jamais. Grâce à leurs fortes mains, ils s'agrippent aux branches et ne peuvent en être décrochés qu'avec force. La plupart des loris vivent en solitaire ou en petits groupes familiaux.
Le régime alimentaire de la plupart des loris est constitué d'insectes, mais ils consomment également des œufs d'oiseau, de petits vertébrés, mais également des fruits et de la sève.
La période de gestation des loris dure entre 4 et 6 mois, et aboutit à la naissance d'un ou deux bébés. Ils sont souvent agrippés l'un à l'autre sur le ventre de la mère ou ils attendent dans les nids pendant que la mère part en quête de nourriture. Après une période de 3 à 9 mois - selon les espèces - a lieu le sevrage. Ils deviennent complètement adultes entre 10 et 18 mois. Leur durée de vie peut atteindre 20 ans.

## Genres
Cette famille de primates comprend les genres suivants:
Selon MSW:
- genre Arctocebus Gray, 1863
- genre Loris É. Geoffroy Saint-Hilaire, 1796
- genre Nycticebus É. Geoffroy Saint-Hilaire, 1812
- genre Perodicticus Bennett, 1831
- genre Pseudopotto Schwartz, 1996

Selon ITIS (5 septembre 2017) :
- sous-famille Lorisinae Gray, 1821
  - genre Loris É. Geoffroy Saint-Hilaire, 1796
  - genre Nycticebus É. Geoffroy Saint-Hilaire, 1812
- sous-famille Perodicticinae Gray, 1870
  - genre Arctocebus Gray, 1863
  - genre Perodicticus Bennett, 1831

## Classification
- Ordre primates
  - Sous-ordre strepsirrhiniens : prosimiens non tarsiers
    - Famille Lemuridae : lémuriens
    - Famille Megaladapidae : lémuriens sportifs
    - Famille Cheirogaleidae : lémuriens souris ou nains
    - Famille Indridae : lémuriens laineux
    - Famille Daubentoniidae : aye-aye
    - Famille Lorisidae
      - Sous-famille Perodicticinae
        - Genre Arctocebus
          - Angwantibo de Calabar, Arctocebus calabarensis
          - Angwantibo doré, Arctocebus aureus

        - Genre Perodicticus
          - Potto, Perodicticus potto

        - Genre Pseudopotto
          - Faux Potto, Pseudopotto martini

      - Sous-famille Lorinae
        - Genre Loris
          - Loris mince roux, Loris tardigradus
          - Loris mince gris, Loris lydekkerianus

        - Genre Nycticebus
          - Loris de la Sonde, Nycticebus coucang
          - Loris lent du Bengale, Nycticebus bengalensis
          - Loris paresseux pygmée, Nycticebus pygmaeus

    - Famille Galagidae : galagos

  - Sous-ordre des Haplorrhini : tarsiers, singes.